# Favonigobius exquisitus
Favonigobius exquisitus is een  straalvinnige vissensoort uit de familie van grondels (Gobiidae). De wetenschappelijke naam van de soort is voor het eerst geldig gepubliceerd in 1950 door Whitley.
De soort staat op de Rode Lijst van de IUCN als niet bedreigd, beoordelingsjaar 2009.